# Adolf Wiklund (Biathlet)
Adolf Jakob Wiklund (* 19. Dezember 1921 in Rossön, Gemeinde Strömsund, Jämtlands län; † 21. September 1970 in Frösön, Östersund, Jämtlands län) war ein schwedischer Biathlet.
Wiklund begann seine Karriere im Langlauf 1948, nachdem er zuvor als Flugtechniker auf einem Militärflugplatz gearbeitet hatte. Er wurde bei der ersten Weltmeisterschaft 1958 im Biathlon in Saalfelden Sieger über 20 km und damit erster Biathlon-Weltmeister. Zudem gewann er Gold mit der noch inoffiziell ausgetragenen Staffel. Ein Jahr später gewann er in Courmayeur mit der immer noch inoffiziellen Staffel die Silbermedaille hinter dem Team aus der Sowjetunion und belegte im Einzel über 20 km den 9. Platz.
Bei den Olympischen Winterspielen 1960 in Squaw Valley belegte er den 19. Platz und beendete im folgenden Jahr seine Laufbahn.
Wiklund, der in Frösön lebte, übte verschiedene Sportarten aus und war auch ein guter Fußballspieler sowie ein guter Gelände- und Hindernisläufer.